# جام طلایی کونکاکاف ۱۹۹۸
جام طلایی کونکاکاف ۱۹۹۸ چهارمین دوره جام طلایی کونکاکاف بود که با شرکت تیم‌های عضو کونکاکاف (آمریکای شمالی، آمریکای مرکزی و کارائیب) برگزار شد. در پایان مسابقات تیم ملی فوتبال مکزیک برای سومین بار به مقام قهرمانی رسید.